# Harvest Moon: Back to Nature
Harvest Moon: Back to Nature foi o quinto jogo da franquia Harvest Moon (Story of Seasons), sendo o terceiro produzido para consoles de mesa. Foi produzido exclusivamente para o PlayStation pela japonesa Natsume em parceria com a Victor Interactive Software, Inc. e lançado originalmente em 1999 no Japão, sendo lançado posteriormente em 2000 nos Estados Unidos e em 2001 na Europa. Em 2011, foi relançado digitalmente na PSN para PS3, PSP e PS Vita.

## História do jogo

### Versão Masculina
Depois de alguns anos, personagem volta a cidade Mineral e vai a fazenda de seu avô (este morto e a fazenda destruída por uma tempestade) acompanhado do prefeito, lá você recorda da última vez que foi na fazenda (quando o avô do personagem estava vivo) e que tinha conhecido uma garota.
Terminando a lembrança, o prefeito lhe dirá que o seu avô cuidou muito bem da fazenda e pergunta se você em três anos conseguira fazer com que a fazenda ficasse igual a quando seu avô trabalhava nela, e se você não conseguir, vai ser expulso da vila, o personagem aceita.

### Versão Feminina
O jogo começa num navio e logo aparece um homem e uma estrela cadente, o homem lhe pergunta o que você desejou e depois responde que desejaria bebida e comida de graça, logo vocês viram amigos e em outra noite vocês aparecem no mesmo lugar da cena inicial, mas em vez do céu estrelado tem uma tempestade se aproximando, ele diz algo como " Minha hora chegou" e " Um futuro brilhante lhe espera " e a tela se apaga.
Aparecem falas dizendo que uma tempestade está se aproximando e que eles tentam escapar dela, enfim, Zack acha você na praia e a leva a sua futura fazenda e chama o prefeito, quando você acorda eles perguntam  se você está bem e se você lembra de algo, em resposta você balança positivamente a cabeça e a tela escurece novamente, aparecendo duas vezes o prefeito dizendo algo como " Mesmo? " ou " Inacreditável!", a tela volta ao normal e eles a levam para fora dizendo que o antigo dono morreu e, se você quiser, a fazenda é sua. Você concorda.

## Características
No jogo você pode criar animais, alimentá-los, fazer com que procriem, cuidar de suas doenças, deixá-los contentes e até mesmo deixá-los morrer; Cultivar vários tipos de vegetais, legumes e frutas, regá-los, colhê-los, vendê-los, dá-los de presente, cozinhá-los, etc.; Interagir com pessoas na cidade, indo à igreja se confessar, procurar uma namorada, casar-se, ter filho (é dito filho, pois não tem como ter "filha", e nem mais de um), participar de festivais locais, pescar, apostar ou correr em corridas de cavalo, competições de natação, festivais para mostrar seus animais ou suas produções, etc.
O jogo te oferece 3 anos para que você cuide bem da fazenda e a faça prosperar. Caso não consiga, você a perderá. Por isso, arregace as mangas, enxugue o suor, e dê duro no trabalho. Existem duas versões de Harvest Moon Back to the Nature, que são as versões feminina e masculina. Neste jogo você mora em uma vila, na versão masculina você pode escolher uma das cinco meninas para se casar e ter filhos, o  que pode demorar algum tempo, elas são: Ann, Popuri, Karen, Eli e Mary. Na versão feminina você também pode se casar, com Gray, Rick, Cliff, Kai e ou Doutor, que tem o nome desconhecido. Para se casar e ter filhos você precisa expandir sua casa, o que pode demorar algum tempo também.
No começo do jogo, se passa uma história de sua própria vida, e a fazenda é uma herança de seu avô. Você pode escolher o nome de seu personagem, o nome de sua fazenda, de seu cachorro, a data do seu aniversário, como também o nome de todos os seus animais (vacas, galinhas, ovelhas e cavalo). E quando seu filho nasce você pode escolher também.
Em Harvest Moon você pode cozinhar também, mas para isso você precisa dos utensílios de cozinha, que podem ser comprados ao assistir a sua televisão (no jogo) e ir até o Inn, um restaurante da vila, e encomendá-los com um telefonema. As informações do versão feminina não se sabem ao certo, porque o jogo tem sua versão apenas em japonês e é muito difícil de ser encontrado no Brasil.

Em sua vila, você tem outros habitantes. E temos também vários comércios, como o supermercado, The Poltry Farm (onde você compra as coisas para galinhas), The Yodel Ranch (onde você pode comprar coisas para vacas e ovelhas), o Inn (um restaurante), entre muitas outras coisas.